# الإدارة الشمالية (هايتي)
الإدارة الشمالية هي واحدة من الإدارات العشر في هايتي. يبلغ عدد سكانها 1067177 نسمة وذلك حسب إحصائيات سنة 2015. تبلغ مساحتها 2114.91 كم².